# Костин, Василий Иванович
Василий Иванович Костин (10 [23] февраля 1910 или 16 февраля 1910, Короткое, Ковернинский район — 13 августа 1953, Одесса) ― советский педагог, математик, доктор педагогических наук, профессор.

## Биография
Родился 3 (16) февраля 1910 года в деревне Коротково Ковернинского уезда Нижегородской губернии.
В 1932 году окончил механико-математический факультет Московского университета. Преподавательскую деятельность начал в 1931 году ассистентом кафедры математики Московского гидрометеорологического института.
Получив диплом, остался на преподавательской работе на своём механико-математическом факультете МГУ. Затем преподавал в Военно-воздушной академии имени Н. Е. Жуковского.
В 1936 году переехал в город Горький, работал профессором геометрии и алгебры в местном университете, с 1946 года по совместительству заведовал кафедрой геометрии и алгебры Горьковского педагогического института.
С началом Великой Отечественной войны мобилизован в Красную армию. Воевал в составе 38 армии, был награждён орденом Красной Звезды и медалью «За боевые заслуги».
В последние годы своей жизни преподавал в Одесском государственном университете.
Умер 13 августа 1953 года в Одессе.

## Научная деятельность
Изучал вопросы преподавания в высшей школе специальных областей высшей геометрии, векторного и тензорного анализа и их приложений к физике.
Написал первый учебник для педагогических вузов «Основания геометрии» (1946) и монографию «Н. И. Лобачевский и его геометрия» (1947).

## Награды
- Орден Красной Звезды
- Медаль «За боевые заслуги»[3]